# Euston Tower
Pour les articles homonymes, voir Euston.
 (août 2025).
Si vous disposez d'ouvrages ou d'articles de référence ou si vous connaissez des sites web de qualité traitant du thème abordé ici, merci de compléter l'article en donnant les références utiles à sa vérifiabilité et en les liant à la section « Notes et références ».
L'Euston Tower est un gratte-ciel de la ville de Londres, situé dans le quartier de Camden. Il est situé au 286 Euston Road, à l'intersection de Tottenham Court Road et d'Euston Road. 
Le bâtiment est haut de 124 m et comporte 36 étages. Il a été conçu par Sydney Kaye en 1970.